# Icon (Paradise-Lost-Album)
Icon (englisch für Ikone, Heiligenbild) ist das vierte Studioalbum der englischen Band Paradise Lost.
Es ist das erste Album, auf dem Nick Holmes durchgehend melodisch singt. Zugleich ist es das letzte Album mit Schlagzeuger Matthew „Tuds“ Archer. Es wurde bei seinem Erscheinen auch als „Metal-Meilenstein“ bezeichnet und gilt als „kommerzieller Durchbruch“ für die Band.

## Musikstil
Auf Icon entwickelte Paradise Lost den nun in der Fachpresse auch so bezeichneten Stil Gothic Metal weiter. Sänger Nick Holmes verwendete im Gegensatz zum Vorgängeralbum Shades of God kein Death-Metal-Growling mehr. An dessen Stelle trat ein rauer Gesang, der auch im Nachhinein von Holmes selbst mit James Hetfield verglichen wurde. Diese Ähnlichkeiten seien aber nicht beabsichtigt gewesen.

„Paradise Lost sind musikalisch im letzten Jahr derart weitergekommen, daß mein grunzender Gesang diese positive Entwicklung vollkommen zunichte gemacht hätte. Außerdem hatte ich selbst keinen Spaß mehr an diesem Stil; das ist mir viel zu eintönig und man kann das nicht seine ganze Karriere lang machen. Ich kann nicht wie Geoff Tate von Queensrÿche singen, und ich bezweifle, daß wir noch'‚kommerzieller‘ werden, aber diesen Schritt mußten wir tun.“

Stilistisch wurden auch Ähnlichkeiten zum gregorianischen Gesang hervorgehoben, Gregor Mackintoshs Leadgitarre wurde als „Barock-Metal“ bezeichnet. Mit den Streichern bei Embers Fire sowie dem mit Schlagzeug und klassischen Instrumenten arrangierten Outro-Stück Deus Misereatur, das insofern eine Parallele zu Desolate auf Gothic darstellt, sowie weiblichem Gesang von Denise Bernard bei Christendom, von der Band als „eine Art kirchlicher Choral“ bezeichnet, werden weitere stiltypische Gothic-Metal-Elemente verwendet. Bei Colossal Rains wurden Sprachfetzen sowie die Schreie einer Menschenmenge als Samples verwendet. Die Stücke fallen wieder etwas kürzer aus als bei der vorangegangenen Platte und werden insgesamt als rockiger und „massenkompatibler“ angesehen.

## Texte
Wie bereits auf den Vorgängeralben lässt Holmes bei den zwischen Psychologie und Philosophie angesiedelten Texten zumeist Interpretationsspielraum. Shallow Seasons sei von Studenten inspiriert, die sich während des Studiums übertrieben korrekt verhielten, um in den Semesterferien plötzlich Drogen zu nehmen oder Doc-Martens-Stiefel tragen. „Eine solch wechselhafte Einstellung kann ich nicht ertragen, aber das würdest du nicht aus diesem Song herauslesen, denn der führt zu einem ganz anderen Thema.“ Andere Stücke hätten mit Nick Holmes „unsicheren Glauben an Gott“ oder auch mit Hassgefühlen zu tun.

## Entstehungsgeschichte
Die Platte wurde im Juni und Juli 1993 in den Jacobs Studios in der Nähe von Farnham in Surrey, in einem englischen Landhaus aufgenommen. Wie schon bei Shades of God zeichnet Simon Efemey für die Produktion verantwortlich, die als etwas wärmer, atmosphärischer und dichter gesehen wird als bei jenem Album, Einbußen „in punkto Düsternis und Härte“ werden konstatiert. Beim Songwriting gab es die gewohnte Trennung zwischen Nick Holmes (Texte) und Gregor Mackintosh (Musik). Der Veröffentlichung am 20. September 1993 ging unter anderen eine Show im Stuttgarter Club LKA Longhorn am 5. September 1993 voraus, die von MTV aufgezeichnet wurde. Dieses Konzert ist auf dem Harmony-Breaks-Video aus dem gleichen Jahr und auf der Evolve-DVD von 2002 zu sehen. Ab Oktober 1993 spielten Paradise Lost als Vorband auf Sepulturas Chaos-A.D.-Tour. Zudem wurde eine Tour in den USA mit Morbid Angel und Kreator bestritten, bei der die unglückliche Bandzusammenstellung und das Verhältnis zwischen der Band und Morbid-Angel-Sänger David Vincent problematisch wurde.
Als Musikvideo wurde True Belief ausgewählt, es erschien jedoch nicht als Single. Erst 1997 gab es die EP True Belief ’97, die mit einem Remix, einer Instrumentalversion des geremixten Stücks, dem zusätzlichen Song How Soon Is Now? und einem Interview mit Holmes und Mackintosh erschien, jedoch nur in Frankreich erhältlich war. Icon stieg 1993 auch erstmals in die deutschen Album-Charts ein, dabei konnte das Album auf dem Festland insgesamt einen größeren kommerziellen Erfolg verzeichnen als in Großbritannien. Eine ausgedehnte Europatour folgte im Frühjahr 1994 mit Crowbar.

## Rezeption
Im Rock-Hard-Magazin bedachte Herausgeber Holger Stratmann Icon mit einer Zehn-Punkte-Rezension und bezeichnete das Album als „Killer“-Platte. Paradise Lost habe sich gegenüber dem Vorgänger „um Welten“ gesteigert. Besonders lobte er das Zusammenspiel der Gitarristen und den Gitarrenklang und sah die Platte auf Augenhöhe mit Ride the Lightning und Reign in Blood. In den monatlichen „Redaktionscharts“ aller Redakteure erreichte die Platte mit einem Notenschnitt von 9,25 Punkten den ersten Platz. Demgegenüber bemängelt Rezensent Truhe auf www.metal.de „mangelnde Innovation“. Zwar handle es sich um ein sehr gutes Album, das jedoch zu einem „toten Punkt“ führe.
Der Mitarbeiter der Seite www.bloodchamber.de bescheinigt der Platte dagegen eine große „Hitdichte“ und bezeichnet sie als „Klassiker“, sie sei ein „musikalisches Monument und 1993 ein absolutes Novum“ gewesen. Die gesteigerte „Kommerzialität“ sei nichts Schlechtes, da die Band „mit Herz bei der Sache“ sei, was später nicht mehr der Fall gewesen sei. Nicht selten wird die Platte neben Gothic als „wichtigstes Album“ von Paradise Lost und Inspirationsquelle für „zahlreiche andere Bands“ genannt. Christopher Anderson von AllMusic gibt zu bedenken, dass diejenigen, die härtere Elemente bevorzugten, möglicherweise zu Gothic tendieren würden, andere den Nachfolger Draconian Times mehr schätzen könnten. Auch er lobt jedoch die „die Meisterschaft und das Genie“ in der Gitarrenarbeit und vergibt viereinhalb von fünf Sternen.

## Titelliste
1. Embers Fire – 4:44
2. Remembrance – 3:26
3. Forging Sympathy – 4:43
4. Joys of the Emptiness – 3:29
5. Dying Freedom – 3:43
6. Widow – 3:04
7. Colossal Rains – 4:35
8. Weeping Words – 3:50
9. Poison – 2:59
10. True Belief – 4:30
11. Shallow Seasons – 4:55
12. Christendom – 4:30
13. Deus Misereatur – 1:57

## Seals-the-Sense-EP
Auf Icon folgte Anfang 1994 die EP Seals the Sense, die mit Sweetness ein zusätzliches Stück aus den Aufnahmen zum Studioalbum enthielt. Zudem waren mit Embers Fire und True Belief zwei Album-Songs und mit Your Hand in Mine vom Album Shades of God eine Live-Version auf der EP.

## Artwork
Paradise Lost verzichtete beim Artwork bewusst auf eine erneute Zusammenarbeit mit dem Gestalter von Shades of God, Dave McKean, da inzwischen zu viele andere Metal-Bands mit diesem arbeiten würden. Stattdessen wurde das Design der Londoner Agentur Stylorouge überlassen, die bereits für Pink Floyd und Siouxsie and the Banshees gearbeitet hatte. Bei diesem Album gab es erstmals einen neuen Schriftzug mit leicht verschnörkelten Großbuchstaben, der auf den Alben bis One Second (1997) auftaucht.

## Weiterverwendung
Der japanische Unterhaltungselektronikkonzern Clarion verwendete das Lied Embers Fire für einen TV-Werbespot. In den Kurzfilm ist ein Steinzeitmensch zu sehen, der auf ein BMW-Cabrio trifft. Er springt in das Auto und macht das Autoradio an. Zu den Klängen von Embers Fire fährt der Steinzeitmensch davon.

„Uns war’s recht, so kommen wir auch mal ins tagtägliche TV-Programm. Wir haben uns jedenfalls schiefgelacht!“

Die Firma Clarion trat später auch als Toursponsor der Draconian-Times-Tour auf.